# 觀塘紀律部隊宿舍
觀塘紀律部隊宿舍（英語：Kwun Tong Disciplined Services Quarters）是香港其中一個政府宿舍，位於九龍觀塘將軍澳道4號，由有利建築承建，於2015年動工，至2019年竣工。

## 歷史
此宿舍前身為建於1960年代的房屋署職員宿舍。自從2000年代初政府更改宿舍編配政策後，舊有宿舍住戶陸續遷出，直至至2009年完全騰空。
停用舊有宿舍後，曾經有議員建議在現址興建兩座30-40層高的居者有其屋大廈，提供約300-600呎的居屋單位並出售予市民購買。雖然政府在2011年已經宣佈復建居屋，但由於政府最終沒有計劃在此地興建居屋，且紀律部隊宿舍面對供不應求問題，入境事務處在2012年申請將舊有房屋署職員宿舍重建為紀律部隊宿舍，並於2015年獲通過相關撥款；而在申請至獲撥款期間，舊有宿舍一直空置，而此舉遭到部份市民及議員的批評。
最後，此宿舍於2019年4月完成重建，並於三個月後進行編配。

## 樓宇
此宿舍共設兩座高32層的住宅大廈、橫截面呈「井」形，共提供464個單位，以面積中等的「G-H級」宿舍單位為主（共417個），並輔以少量較大的「F級」單位（共47個）。
觀塘紀律部隊宿舍雖然由入境事務處申請興建，但海關（佔102伙）、懲教署、政府飛行服務隊及消防處亦獲分配單位，並出租予有關部隊人員及其家屬。
| 樓宇座號 | 門牌號碼    | 落成年份 | 層數 | 承建商   |
| -------- | ----------- | -------- | ---- | -------- |
| 第1座    | 將軍澳道4號 | 2019年   | 32   | 有利建築 |
| 第2座    | 將軍澳道4號 | 2019年   | 32   | 有利建築 |

### 設施[6]
- 停車場（46個車位）
- 兒童遊樂場
- 活動室
- 管理處

## 興建圖片庫

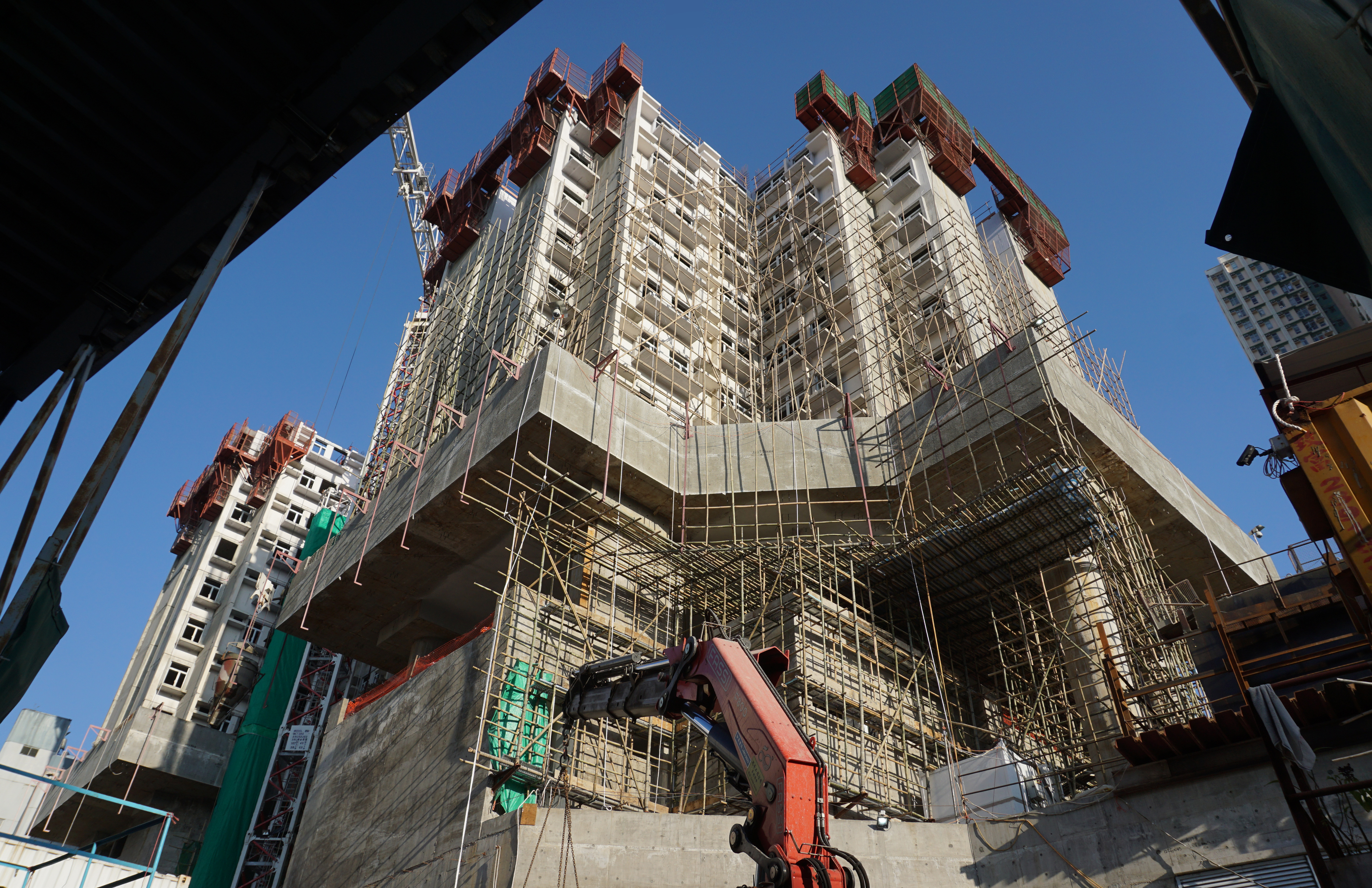
2018年1月
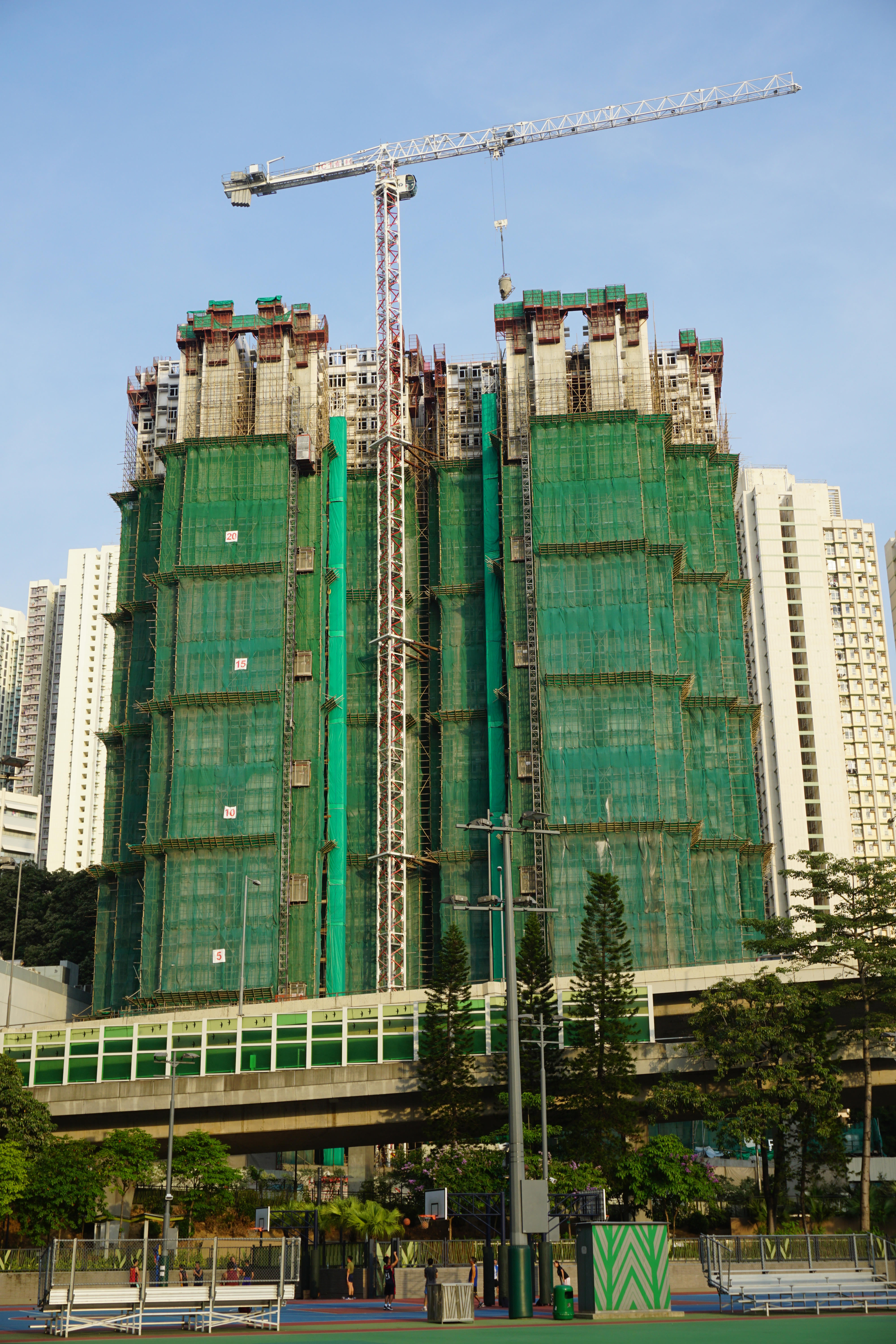
2018年7月
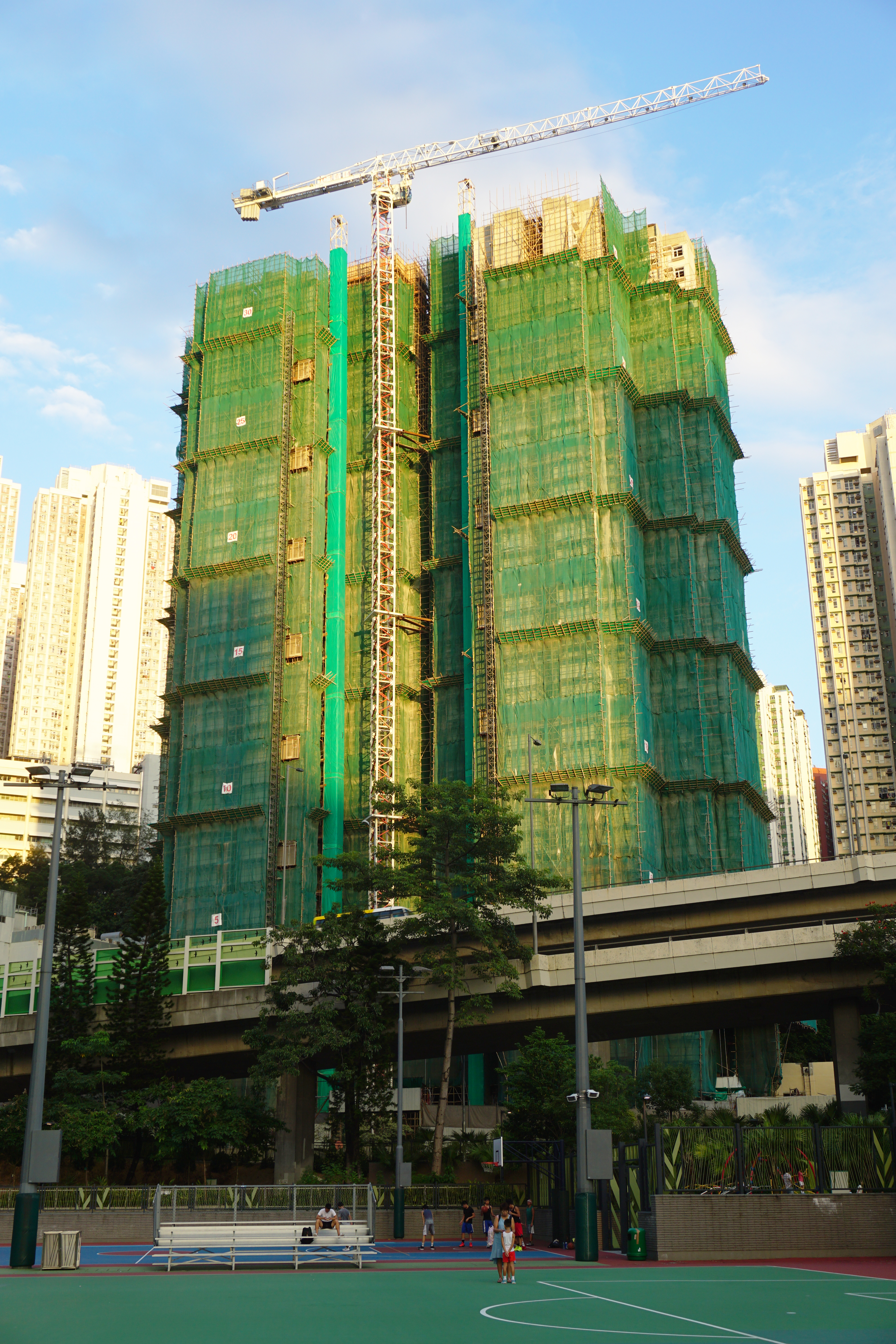
2018年9月

## 鄰近地方
- 鯉安苑
- 觀塘警署
- 匯景花園及藍田站
- 觀塘游泳池
- 翠屏南邨